# Tashkent Open 2004
Il Tashkent Open 2004 è stato un torneo di tennis giocato sul cemento.
È stata la 6ª edizione del Tashkent Open, che fa parte della categoria Tier IV nell'ambito del WTA Tour 2004.
Si è giocato al Tashkent Tennis Center di Tashkent in Uzbekistan, dall'11 ottobre al 17 ottobre 2004.

## Campionesse

### Singolare
Nicole Vaidišová ha battuto in finale  Virginie Razzano con il punteggio di 5–7, 6–3, 6–2

### Doppio
Adriana Serra Zanetti /  Antonella Serra Zanetti hanno battuto in finale  Marion Bartoli /  Mara Santangelo con il punteggio di 1–6, 6–3, 6–4